# Giselle Batista
Giselle Batista da Silva (São Gonçalo, 26 de abril de 1986) é uma atriz brasileira. É irmã gêmea da também atriz Michelle Batista, com que já trabalhou em diversas produções

## Carreira
Em 2012, Giselle fez parte da novela Cheias de Charme, onde interpretou Isadora Sarmento, uma das vilãs da trama. Em 2013, fez o seriado Uma Rua Sem Vergonha, exibido pelo canal por assinatura Multishow, como a prostituta Denise. Também em 2013 foi escalada para fazer o episodio "Ingrid" da primeira temporada do seriado As Canalhas exibido pelo canal também por assinatura GNT. Em 2015 integrou o elenco da novela A Regra do Jogo, na pele da bissexual Duda, onde viveu um triângulo amoroso com Júlia Rabello e Marcello Novaes.

## Filmografia

### Televisão
| Ano     | Título                        | Personagem                   | Notas                                                           |
| ------- | ----------------------------- | ---------------------------- | --------------------------------------------------------------- |
| 2006    | Cobras & Lagartos             | Rafaela                      | Episódio: "1 de junho"                                          |
| 2007    | Malhação                      | Clara Viana                  | Temporada 14                                                    |
| 2010    | Clandestinos: o Sonho Começou | Giselle                      |                                                                 |
| 2010    | Morando Sozinho               | Bia                          | Episódio: "24 de outubro"                                       |
| 2011    | Natália                       | Vitória Rezende              | Episódio: "É Possível Voltar às Origens?" Episódio: "A Decisão" |
| 2011    | Aline                         | Milena                       | Episódio: "Aline x Vera"                                        |
| 2011    | A Mulher Invisível            | Mana (Amanda jovem)          | Episódio: "28 de junho"                                         |
| 2011    | Mais x Favela                 | Paulinha                     | Episódio: "Caiu na Rede"                                        |
| 2012    | Louco por Elas                | Belle                        | Episódio: "Léo Passa Mal"                                       |
| 2012    | Cheias de Charme              | Isadora Muniz Lyra Sarmento  |                                                                 |
| 2013    | Uma Rua Sem Vergonha          | Denise                       |                                                                 |
| 2013    | As Canalhas                   | Natália                      | Episódio: "Ingrid"                                              |
| 2014    | Boogie Oogie                  | Glória Teixeira              |                                                                 |
| 2015    | A Regra do Jogo               | Maria Eduarda Stewart (Duda) |                                                                 |
| 2017    | O Rico e Lázaro               | Samira Rahal Mayan           |                                                                 |
| 2018    | Apocalipse                    | Melina                       |                                                                 |
| 2018    | Apocalipse                    | Lia                          |                                                                 |
| 2019    | Homens?                       | Natasha Almeida              |                                                                 |
| 2019    | Malhação: Vidas Brasileiras   | Raíssa                       | Episódio: "5 de fevereiro-14 de março"                          |
| 2019    | Éramos Seis                   | Antonieta Piedade            | Episódio: "30 de setembro"                                      |
| 2021    | Tô de Graça                   | Margarete                    | Episódio: "Briti Grávida"                                       |
| 2022    | As Seguidoras                 | Marisol Garcia               |                                                                 |
| 2023    | Histórias Quase Verdadeiras   | Wheydja                      | Episódio: "O Farsante"                                          |
| 2024-25 | Matches                       | Stephanie Mendes             | Temporadas: 2-3                                                 |
| 2025    | Dona de Mim                   | Yra                          | Episódios: "6–7 de junho"                                       |

### Cinema
| Ano  | Título                         | Personagem      | Notas          |
| ---- | ------------------------------ | --------------- | -------------- |
| 2007 | Podecrer!                      | Luna            |                |
| 2009 | Alguns Nomes do Impossível     | Anik            | Curta-metragem |
| 2010 | High School Musical: O Desafio | Clara           |                |
| 2010 | A Suprema Felicidade           | Garota da festa |                |
| 2010 | Dores e Amores                 | Cora            |                |
| 2014 | No Retrovisor                  | Fernanda        |                |
| 2015 | Terra Incógnita                | Laila           | Curta-metragem |
| 2016 | Zoom                           | Modelo          |                |
| 2021 | O Auto da Boa Mentira          | Wheydja         | [ 7 ]          |

### Internet
| Ano           | Título  | Cargo         |
| ------------- | ------- | ------------- |
| 2008          | Estampa | Apresentadora |
| 2017-presente | GiMi    | Apresentadora |

## Teatro
| Ano  | Título                              |
| ---- | ----------------------------------- |
| 2009 | Você Esta Aqui                      |
| 2010 | Clandestinos                        |
| 2013 | As Coisas Que Fizemos e Não Fizemos |
| 2014 | Relações Aparentes                  |

## Prêmios e indicações
| Ano  | Prêmio                | Categoria                | Trabalho indicado                    | Resultado |
| ---- | --------------------- | ------------------------ | ------------------------------------ | --------- |
| 2013 | Prêmio Contigo! de TV | Melhor Atriz Coadjuvante | Isadora Sarmento em Cheias de Charme | Indicado  |